# Rågvakt
Rågvakt är en roman av den svenska författaren Moa Martinson, första gången utgiven 1935 på Bonniers förlag. Romanen filmatiserades 1974 i regi av Göran Bohman, se Rågvakt (film).